# Эбботт, Меган
Меган Эбботт (англ. Megan Abbott, родилась в 1971) — американская писательница, автор детективов и триллеров, а также нон-фикшн книг.

## Биография
Эбботт окончила мичиганский университет. Затем получила степень по английской и американской литературе в Нью-Йоркском университете, где позже стала преподавать.
Писать детективы и триллеры ее вдохновили фильмы и книги в стиле нуар и роман Джеффри Евгенидиса «Девственницы-самоубийцы». Два из ее романов основаны на реальных событиях: в The Song Is You это дело 1949 года об исчезновении Джин Спанглер, а в the Trunk Murderess дело Винни Рут Джадд 1931 года.
В своих книгах Меган перерабатывает классические детективные приемы на новый лад.

## Награды
В 2000 году Эбботт получила премию Эдгара Аллана По и Barry Award, а также дважды бал номинирована на Anthony Award.
В 2011 журнал Time включил ее в список «23 автора, которых мы обожаем».

### Романы
- Die a Little (2005).
- The Song Is You (2007).
- Queenpin (2007). 
  - Выиграла: 2008 премию Эдгара Аллана По в категории «лучшая книга в мягкой обложке», 2008 Barry Award в категории «лучшая книга в мягкой обложке».
  - Была номинирована: 2008 Anthony Award в категории «лучшая книга в мягкой обложке».
- Bury Me Deep (2009).
  - Была номинирована: 2010 Anthony Award в категории «лучшая книга в мягкой обложке».
- The End of Everything (2011).
- «Как ты смеешь» / Dare Me (2012)
- The Fever (2014).
- You Will Know Me (2016)
- Give Me Your Hand (2018).

### Рассказы
- The Girl (2011). Опубликована в антологии L.A. Noire: The Collected Stories.
- My Heart Is Either Broken (2013). Опубликована в антологии Dangerous Women.

### Нон-фикшн
- The Street Was Mine: White Masculinity in Hardboiled fiction and Film Noir (2002).

## Другие работы
в 2007 была редактором книги A Hell of a Woman: An Anthology of Female Noir .
Эбботт писала статьи для крупных журналов и газет, в том числе Los Angeles Times. Она также была одной из сценаристов сериала Двойка телеканала HBO, вышедшего в 2017 году.